# Caimanins
Els caimanins (Caimaninae) són una subfamília de crocodilians de la família Alligatoridae, pròpia de les regions subtropicals i tropicals d'Amèrica, des de Mèxic fins al sud d'Amèrica del Sud. Inclou dos gèneres, Caiman i Paleosuchus.

## Taxonomia
Es coneixen tres espècies del gènere Caiman.
- El caiman comú (Caiman crocodilus). L'espècie més del nord, és comú des de Mèxic fins a Veneçuela.
  - Caiman crocodilus apaporiensis
  - Caiman crocodilus fuscus
  - Caiman crocodilus yacare

Les altres dues espècies són comunes a les zones pantanoses o lacustres i en els rius de Bolívia, el Brasil, nord-est de l'Argentina, Paraguai, la regió amazònica de l'Equador, el Perú, Colòmbia i Veneçuela: 
- El caiman cocodril (Caiman yacare).

- El caiman de morro ample (Caiman latirostris). D'aquests dos, el primer és el més abundant. Caçats extensamentes durant dècades pel seu cuir, aprofitat en marroquineria, avui es troben universalment protegits i en alguns casos industrialitzats en zoocriaderos. L'alta freqüència de reproducció, en comparació amb altres caimànids, ha permès recuperar parcialment les poblacions, encara que les mesures de protecció no s'apliquin amb el rigor desitjable. Ambdues espècies estan registrades en l'apèndix II del llistat d'espècies protegides del CITES.

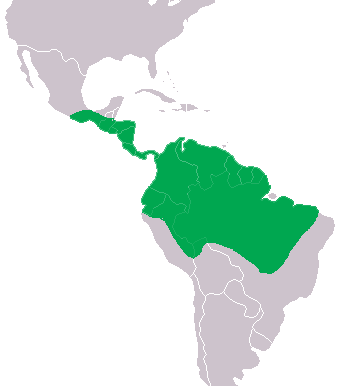
Distribució dels Caiman crocodilus
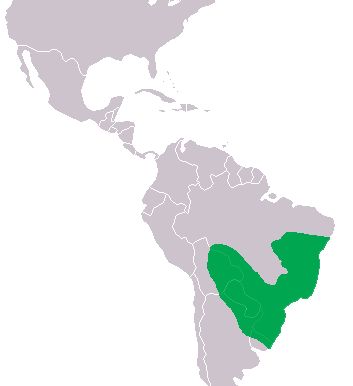
Distribució dels Caiman latirostris
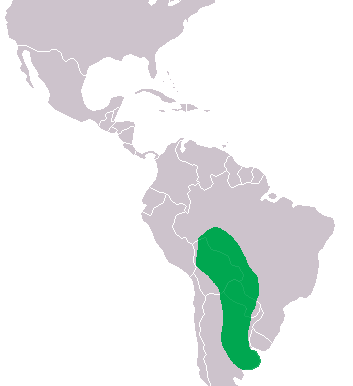
Distribució dels Caiman yacare

- Caiman negre (Melanosuchus niger)
- Caiman nan de Cuvier (Paleosuchus palpebrosus)